# Четнички масакр у Параћину, Ћуприји и Јагодини 1. фебруара 1944.
Једна од основних активности ЈВуО састојала се у ликвидацијама неподобних грађана осумњичених да су „комунистички симпатизери“. Михаиловићева наређења и инструкције обилују захтевима које он поставља својим командантима у циљу уништавања „симпатизера“.
Према комунистичким симпатизерима бити немилосрдан.
Продужите рад на дефинитивном чишћењу комуниста. Они не смеју постојати у Србији. Крајње је време да са тим гадовима рашчистимо. Уништавајте све њихове симпатизере и јатаке без милости. Кад не буду имали симпатизере неће моћи ни да постоје.
Ове инструкције и наређења уродиле су плодом. Један од низа покоља у таласу терора догодио се у поморавским градовима Јагодини, Ћуприји и Параћину, кад је у току једне ноћи 1/2. фебруара 1944. убијено 46 особа (у Јагодини 24, у Ћуприји 10, и у Параћину 12). Убијени су потицали из свих грађанских слојева - међу њима је било радника, студената, професора, и један судија.
У планирању покоља играо је улогу Здравко Милошевић, командант Варваринског корпуса ЈВуО са сарадницима, а заслугу за овај покољ преузео је на себе командант Тимочког корпуса ЈВУО Љубомир Љуба Михаиловић. 

## Извођење покоља
Дана 4. јануара 1944. командант Тимочког корпуса ЈВУО Љубомир Љуба Михаиловић известио је телеграмом Дражу Михаиловића да је прикупио податке и одредио особе за ликвидацију:
У Јагодини појавом Тита народ се почео да сврстава у наше редове, али исто тако многи су почели да дижу главе. Многе сам открио и упознао. У већини су интелектуалци. Наредите да извршим сечу већег стила уочи Нове Године!
Наређење Драже Михаиловића које је командант Тимочког корпуса ЈВУО тражио, није пронађено. До акције је дошло у сумрак 1. фебруара 1944.
С обзиром да су у том периоду важили Уговори о сарадњи између ЈВуО и команде Југоистока, четници су у овој акцији имали сарадњу Недићевих и окупационих власти. Уз њихову сагласност, у поморавске градове са падом мрака ушле су припремљене групе за извршење из састава Тимочког корпуса ЈВУО, јачине по око 50 људи. Из Ћуприје је заклано је 10 (или 12) људи и бачено у тзв."Мијајилову јаму“.
У Параћину су четнички егзекутори заклали у кућама четворо људи, а 8 извели из града и поклали их у Голубовачкој шуми. У Јагодини је заклано двадесеттроје. Након покоља, мајор Љубомир Михаиловић известио је команду:
Ноћу 1/2 - II предузео сам чишћење комуниста по варошима. Резултат је овај: у Јагодини 17 мушкараца и 7 женских, у Ћуприји 9 мушкараца и 1 женска, у Параћину 11 мушкараца и 1 женска, свега 37 мушкараца и 9 жена. Са овим ликвидиране су главне вође и организатори.
На основу истог извора, то је имало позитиван одјек у народу.
Неки комунисти су измакли,  али су предузете мере да се похватају. Народ је овим задовољан.
Убијено је укупно 22 људи.

## Контекст масакра
Након овог масакра нико од починилаца или организатора није позван на одговорност од стране ЈВуО. Овакав метод рада био је уобичајен. Примењивали су и остали корпуси. Авалски корпус ЈВуО извршио је током децембра 1943. и јануара 1944. низ покоља, међу којима је најмасовнији онај у Вранићу 20/21. децембра 1943. Командант Делиградског корпуса мајор Брана Петровић на пример, известио је Михаиловића да су његови четници блокирали Соко Бању и Санаторијум за лечење болесника из којег су извукли и стрељали "15 интелектуалаца, прве гарнитуре комуниста".